# Referendum za teritorijalnu i političku autonomiju Albanaca u Makedoniji
Referendum za političku i teritorijalnu autonomiju Albanaca u Makedoniju (Albanski Referendumi për Autonomi Politiko-Teritoriale të Shqiptarëve në Maqedoni) održan je 11. siječnja i 12. siječnja 1992. Glasalo je 360 928 od ukupno 383 539 glasača, koliko je i iznosila glasačka lista. 92% bilo je za nezavisnost, a 0,1% protiv.
Odluka o proglašenju referenduma o teritorijalnoj i političkoj autonomiju Albanaca u Makedoniji usvojila je Skupština autonomije na 27. prosinca 1991. godine.
Referendumsko pitanje glasilo je:
»Jeste li za političku i teritorijalnu autonomiju Albanaca u Makedoniju?«
Izvještaj Skupštine autonomije 16. siječnja 1992. godine. poslan je međunarodnim institucijama:
Evropske zajednice, predsjedniku Mirovne konferencije o Jugoslaviji, gospodinu Lord Carringtonu, predsjedniku Europskog parlamenta, predsjedniku Arbitražne komisije o Jugoslaviji, sekretari Organizacije Ujedinjenih nacija, Kongresu, Senatu i US Departmentu
U ovom izvještaju je navedeno da je Referendum o političkoj i teritorijalnoj autonomiji Albanaca u Makedoniji je u potpunosti uspješan. Ali isto tako naglasili prepreke i propagande makedonske vlade protiv referenduma, sredstva za infomiranje i njihove nacionalističke stranke, a prijetnje su upućene Albancima i nosiocima albanskog političkog faktora.
Makedonska policija pokušala da zaustavi proces glasanja,pretraživala i kontrolirala 260 biračkih mjesta, a u 120 od njih oduzela izborni materijal.
Referendum za teritorijalnu i političku autonomiju Albanaca u Makedoniju
| 92,0% | 8,0%   |  |
| Za    | Protiv |  |

## Raspisivanje
Brusselskom deklaracijom o Jugoslaviji od 17. prosinca 1991., na temelju preporuka međunarodne Arbitražne komisije, kojom je predsjedavao Robert Badinter, proglašen je raspad SFRJ-a i tadašnje republike pozvane su da se do 23. prosinca izjasne o neovisnosti. Republike su dobile obećanja da će do 15. siječnja 1992. biti i međunarodno priznate. 
Nakon završetka makedonskoga referenduma 8. rujna i usvajanja Ustava 1991. godine, Albanci počinju tražiti rješenje »albanskoga pitanja« u Makedoniji.
Jedna od tih odluka bila organiziranje posebna referenduma, na kojemu će Albanci u Makedoniji iskazati svoju volju za narodni plebiscit. 

## Također pogledajte
- Republika Ilirida
- Albanci